# Palaeopsylla kohauti
Palaeopsylla kohauti är en loppart som beskrevs av Alfonso Dampf 1911. Palaeopsylla kohauti ingår i släktet Palaeopsylla och familjen mullvadsloppor. Inga underarter finns listade i Catalogue of Life.